# Kąpiele Wielkie
Kąpiele Wielkie – wieś w Polsce położona w województwie małopolskim, w powiecie olkuskim, w gminie Wolbrom.
| SIMC    | Nazwa          | Rodzaj    |
| ------- | -------------- | --------- |
| 0224248 | Dołki          | część wsi |
| 0224254 | Domiarki       | część wsi |
| 0224260 | Góra           | część wsi |
| 0224277 | Podolec        | część wsi |
| 0224283 | Przeczna Droga | część wsi |
| 0224290 | Sarnie Doły    | część wsi |
| 0224308 | Stara Wieś     | część wsi |
| 0224314 | Syber          | część wsi |
| 0224320 | Zaskale        | część wsi |

W latach 1954–1961 wieś należała i była siedzibą władz gromady Kąpiele Wielkie, po jej zniesieniu w gromadzie Dłużec. W latach 1975–1998 miejscowość administracyjnie należała do województwa katowickiego.
W Kąpielach Wielkich znajduje się kościół i parafia pod wezwaniem Miłosierdzia Bożego, należąca do dekanatu św. Katarzyny w Wolbromiu i diecezji sosnowieckiej.
W okolicach wsi bierze początek struga Udorka, dopływ Pilicy.